# Eugeniusz Dębski
Eugeniusz Dębski (ur. 26 stycznia 1952 w Truskawcu) – polski pisarz science fiction i fantasy oraz tłumacz fantastyki rosyjskiej. Prezes wrocławskiego oddziału SPP. Współtwórca i były redaktor internetowego magazynu literackiego „Fahrenheit” oraz inicjator i redaktor nieistniejącego już periodyku „Srebrny Glob”. Autor przeszło 100 opowiadań i ponad 30 powieści, z których część doczekała się przekładów na język rosyjski, czeski, węgierski i niemiecki.

## Życiorys
Urodził się w Truskawcu koło Drohobycza (wówczas ZSRR, obecnie Ukraina), skąd w 1959 roku przeniósł się wraz z rodziną do Polski. Szkołę podstawową i średnią ukończył w Bytomiu. Po zdaniu egzaminów na studia wyższe zamieszkał na stałe we Wrocławiu.
W 1975 roku ukończył rusycystykę na Uniwersytecie Wrocławskim. W latach późniejszych pracował jako lektor języka rosyjskiego na kilku wrocławskich uczelniach wyższych. Przez 13 lat kierował Studium Języków Obcych tamtejszej Akademii Wychowania Fizycznego. Aktualnie prowadzi z żoną Beatą biuro doradztwa podatkowego.
Jako pisarz debiutował w roku 1984: na łamach „Fantastyki” opublikowano jego opowiadanie Najważniejszy dzień 111 394 roku. Utwory Eugeniusza Dębskiego pojawiały się potem m.in. w „Fenixie”, „Portalu”, „Magazynie Fantastycznym”, „Science Fiction” i „Nowej Fantastyce”. Słuchowiska, będące adaptacjami jego tekstów, prezentował przez pewien czas m.in. Program III Polskiego Radia. Dla firmy Techland autor skonstruował wprowadzające do świata gry komputerowej Crime Cities opowiadanie science fiction pod tytułem Droga na Pandemię. Obecnie znany jest głównie z opisanych w dziesięciu tomach przygód detektywa Owena Yeatesa, cyklu opowieści o rycerzu-xameleonie Hondelyku oraz trylogii Moherfucker.
W okresie ok. 1999–2001 założył i organizował krótkotrwałą Asocjację Polskich Pisarzy Fantastycznych, która przyznawała nagrodę Srebrny Glob.
Był pięciokrotnie nominowany do Nagrody Fandomu Polskiego im. Janusza A. Zajdla, a jego dylogia Krucjata walczyła o Literacką Nagrodę Europy Środkowej „Angelus”. W 1996 roku zdobył Śląkfę, przyznawane przez ŚKF najstarsze w Polsce wyróżnienie w dziedzinie fantastyki. Jest jedynym na świecie autorem posiadającym aż dwie nagrody specjalnie dlań ustanowione: Nagrodę Mątwy i Srebrną Muszlę. W maju 2015 roku 2,6% głosów oddanych na niego w trzeciej edycji Wyborów Literackich (ogólnokrajowej akcji promującej polską literaturę) zapewniło mu 8. miejsce na liście najpopularniejszych rodzimych pisarzy współczesnych.
Wraz z Andrzejem Drzewińskim, Adamem Cebulą i Piotrem Surmiakiem wchodzi w skład grupy autorskiej Kareta Wrocławski. Do spółki z innym pisarzem, Rafałem Dębskim (zbieżność nazwisk przypadkowa), używał pseudonimu Greg Gindick. Owocem najnowszej spółki, z żoną Beatą, jest crime thriller Dwudziesta trzecia, pierwsza w cyklu powieść o dochodzeniach wrocławskiego detektywa Tomasza Winklera. Kolejne tytuły to: "Zimny trop", "Szwedzki kryminał", "Śmierć druga" oraz "Siódmy koci żywot", powieść ulokowana w "Uniwersum Winklera", ale z innym zestawem postaci. W planach kolejna powieść z Tomaszem Winklerem oraz ciąg dalszy przygód komisarz Borkońskiej i jej kotki Sheili.
Ma synów, Macieja i Filipa Kajetana.

Autor na zdjęciach
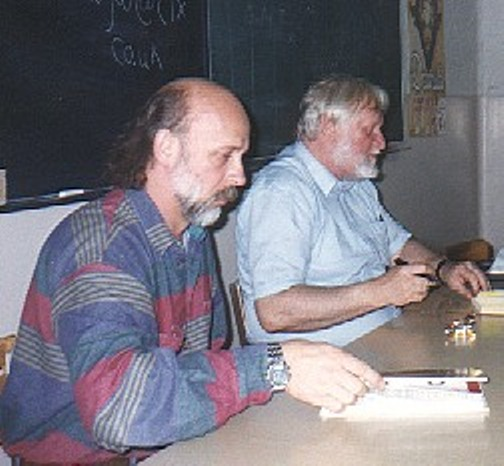
Eugeniusz Dębski i Kir Bułyczow na katowickim Polconie w roku 1997
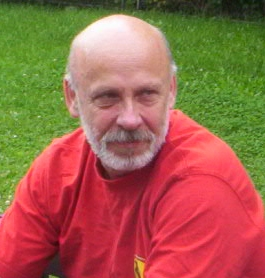
Eugeniusz Dębski na wrocławskim konwencie Dni Fantastyki & Teleport (3 lipca 2005 roku)
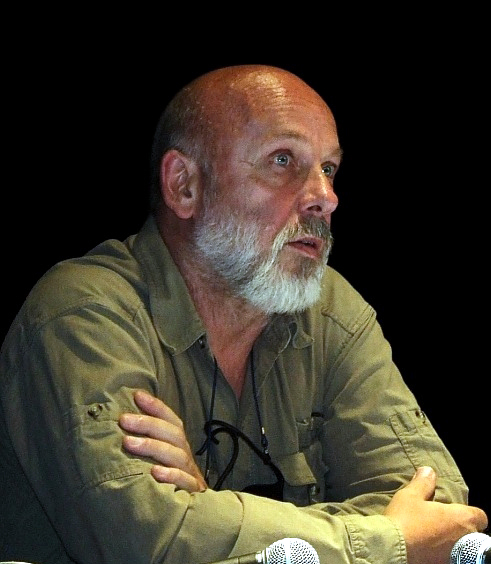
Eugeniusz Dębski podczas prelekcji (Dni Fantastyki 2007 we Wrocławiu)

## Publikacje

### Nowele i opowiadania
(alfabetycznie)
- Aaa, kotki dwa, jeden potwór... w antologii Trzynaście kotów (SuperNowa 1998) oraz zbiorze Szklany szpon (Fabryka Słów 2004)
- Adaptacja w antologii Spotkanie w przestworzach 3 (KAW 1985)
- Anioły ujemne (jako Pierce O. O’Tooley) w: „Science Fiction” 4 (25) 2003 oraz zbiorze Szklany szpon (Fabryka Słów 2004)
- Apokalipsa. Cała prawda
- A szczyt, normalnie, rozpieprzony! w antologii Księga strachu 2 (Runa 2007)
- Bomba DEMONA w: „Fenix” 10 (26) 1993 oraz zbiorze Raptowny fartu brak (Fabryka Słów 2009)
- Broń obosieczna w zbiorach Najważniejszy dzień 111 394 roku (Śląsk 1985) oraz Raptowny fartu brak (Fabryka Słów 2009)
- By mi zabełtać błękit w głowie... w: „Widok z Wysokiego Zamku” 2 (35) 2007
- Chinolo Tod w antologii Science fiction po polsku 2 (PaperBack 2013)
- Chroniciel w zbiorze Najważniejszy dzień 111 394 roku (Śląsk 1985)
- Co za Day! w: „Widok z Wysokiego Zamku” 2/3 (7/8) 2000, „Nowa Fantastyka” 12 (231) 2001, a także w zbiorze Szklany szpon (Fabryka Słów 2004)
- Czarność w zbiorach Najważniejszy dzień 111 394 roku (Śląsk 1985) oraz Raptowny fartu brak (Fabryka Słów 2009)
- Czas na mokrą robotę (inny tytuł: Mokra robota; z grupą autorską Kareta Wrocławski) w: „Science Fiction” 7 (40) 2004 oraz zbiorze Upalna zima (PaperBack 2012)
- Człowiek z brukselki w zbiorze Szklany szpon (Fabryka Słów 2004)
- Czy to pan zamawiał tortury? w: „Fantastyka” 4 (55) 1987 i zbiorach Czy to pan zamawiał tortury? (Mark 1991), Inferno nr 3 (Mark 1993) oraz Szklany szpon (Fabryka Słów 2004)
- Dobranoc, pchły pod koc! w antologii Spis lokatorów (Warstwy 2020) – z żoną Beatą Dębską
- Droga na Pandemię – opowiadanie wprowadzające do świata gry Crime Cities (2000)
- Droga redakcjo! (1990)
- Duże zmiany w Suidarnae w: „Fantastyka – wydanie specjalne” 3 (56) 2017
- Dzień Rozliczenia w zbiorze Najważniejszy dzień 111 394 roku (Śląsk 1985) oraz antologii Małodobry (Fabryka Słów 2004)
- Dziewczyna ze snu w: „Fantastyka – wydanie specjalne” 3 (8) 2005 oraz zbiorze O włos od piwa (Fabryka Słów 2006)
- Fabrykant szczęścia w zbiorze Najważniejszy dzień 111 394 roku (Śląsk 1985)
- Fetor i stare koronki w: „Nowa Fantastyka” 6 (201) 1999
- Fiollun cnotliwe, nieszczęśliwe... w zbiorach Królewska roszada (SuperNowa 1995) i Wydrwiząb (Fabryka Słów 2006)
- Furta mroku w: „Fenix” 6 (75) 1998 oraz zbiorze Szklany szpon (Fabryka Słów 2004)
- Gandalf w Trójkącie Bermudzkim w: „Science Fiction” 2 (02) 2001, antologii Archowum XXL (Machina 1999) oraz zbiorze Raptowny fartu brak (Fabryka Słów 2009)
- Godmol – słuchowisko radiowe w Polskim Radiu (1989)
- Golmor w: „Szedar” 2 (02) 1987, w zbiorach Czy to pan zamawiał tortury? (Mark 1991) i Inferno nr 3 (Mark 1993) oraz w: „Fantasy” 4 (10) 2003
- Hoża młynarka w zbiorze O włos od piwa (Fabryka Słów 2006)
- I ogień został na ziemi... w: „No Wave” 1 (3) 1983
- Igrzyska Hańby w antologii Gladiatorzy (Fabryka Słów 2020)
- Inferno numer 3 w zbiorach Czy to pan zamawiał tortury? (Mark 1991) i Inferno nr 3 (Mark 1993), a także w: „Fantasy” – wydanie specjalne magazynu „Click!” z października 2003
- Interview na Sakramenckiej Dziwce w: „Fenix” 10 (69) 1997 oraz zbiorze Raptowny fartu brak (Fabryka Słów 2009)
- Jubileusz w: „Kwazar” 1 (29) 1987 oraz zbiorach Czy to pan zamawiał tortury? (Mark 1991) i Inferno nr 3 (Mark 1993)
- Kasacja
- Kobieta ze snu
- Kolacja na koszt szefostwa w: „Voyager” 6 1993 oraz zbiorze Raptowny fartu brak (Fabryka Słów 2009)
- Koty w: „Fenix” 7 (86) 1999 oraz pod zmienionym tytułem Szklany szpon w zbiorze Szklany szpon (Fabryka Słów 2004)
- Krach operacji „Szept Tygrysa” w zbiorach Krach operacji „Szept Tygrysa” (Alma-Press 1988) oraz Raptowny fartu brak (Fabryka Słów 2009)
- Królewska roszada w zbiorach Królewska roszada (SuperNowa 1995) i Wydrwiząb (Fabryka Słów 2006)
- Kto się odważy nie obdarować Santa Clausa? w: „Fenix” 1 (90) 2000 oraz zbiorze Raptowny fartu brak (Fabryka Słów 2009)
- Kumaryn (jako Pierce O. O’Tooley) w: „Fantasy” – wydanie specjalne magazynu „Click!” z listopada 2001, w zbiorze Szklany Szpon (Fabryka Słów 2004), a także w antologii Smoki. Opowiadania, komiks, grafika (Labirynt 2005)
- Likwidajca (inny tytuł: Niezdol) w: „Science Fiction” 8 (29) 2003 oraz zbiorze Szklany szpon (Fabryka Słów 2004)
- Magic Box z podwójnie zwertyfikowaną powierzchnią roboczą w antologii Wizje alternatywne 3 (Solaris 2001), a także w: „Science Fiction” 2 (12) 2002 oraz zbiorze Szklany szpon (Fabryka Słów 2004)
- Magnetofon w zbiorze Najważniejszy dzień 111 394 roku (Śląsk 1985)
- Manipulacja Poncjusza Piłata w antologii Wizje alternatywne (Arax 1990) oraz zbiorach Czy to pan zamawiał tortury? (Mark 1991), Inferno nr 3 (Mark 1993) i Szklany szpon (Fabryka Słów 2004)
- Mieszkanie na stałe
- Mizerna dola jaszczurki bojowej, czyli moja zepsuta wojna w zbiorze Szklany szpon (Fabryka Słów 2004)
- Mokra robota (inny tytuł: Czas na mokrą robotę; z grupą autorską Kareta Wrocławski) w: „Science Fiction” 7 (40) 2004 oraz zbiorze Upalna zima (PaperBack 2012)
- Much w zbiorach Najważniejszy dzień 111 394 roku (Śląsk 1985) oraz Raptowny fartu brak (Fabryka Słów 2009)
- Musicie jeszcze trochę poczekać w: „Albedo” 4 (4) 1987
- N-Mars. Planeta bezbożna w antologii Mars. Antologia polskiej fantastyki (Stalker Books 2021)
- Nadwyżka mocy logicznej – słuchowisko radiowe w Programie IV Polskiego Radia (1989)
- Najcichsze requiem w zbiorach Czy to pan zamawiał tortury? (Mark 1991) i Inferno nr 3 (Mark 1993)
- Najważniejszy dzień 111 394 roku w: „Fantastyka” 5 (20) 1984 oraz zbiorach Najważniejszy dzień 111 394 roku (Śląsk 1985) i Raptowny fartu brak (Fabryka Słów 2009)
- Najważniejszy dzień w tym roku w antologii Tempus fugit, tom 1 (Fabryka Słów 2006)
- Nic, tylko piasek w antologii Spotkanie w przestworzach 3 (KAW 1985)
- Niepotrzebna twierdza w zbiorach Z powodu picia podłego piwa (S.R. 1997) oraz O włos od piwa (Fabryka Słów 2006)
- Niezbity dowód niewinności w: „Fahrenheit” XXXVIII (maj 2004)
- Niezdol (inny tytuł: Likwidajca) w: „Science Fiction” 8 (29) 2003 oraz zbiorze Szklany szpon (Fabryka Słów 2004)
- Nihil novi w: „Fantastyka” 9 (24) 1984
- Obserwatorzy w zbiorze Najważniejszy dzień 111 394 roku (Śląsk 1985)
- Odniemcy w antologii Deszcze niespokojne (Fabryka Słów 2005)
- Odwet w zbiorze Najważniejszy dzień 111 394 roku (Śląsk 1985)
- Ostatni diabeł w zbiorach Czy to pan zamawiał tortury? (Mark 1991) i Inferno nr 3 (Mark 1993)
- O włos od serca w zbiorach Z powodu picia podłego piwa (S.R. 1997) oraz O włos od piwa (Fabryka Słów 2006)
- Pandemolium (z grupą autorską Kareta Wrocławski) w: „Fenix” 8 (77) 1998 oraz zbiorze Upalna zima (PaperBack 2012)
- Panikat (jako Kamil C. Alster) w antologii Małodobry (Fabryka Słów 2004)
- Pan świata
- Pasożyt w zbiorze Najważniejszy dzień 111 394 roku (Śląsk 1985), antologii Rok 1984 (Alma-Press 1988) oraz zbiorach Czy to pan zamawiał tortury? (Mark 1991), Inferno nr 3 (Mark 1993) i Raptowny fartu brak (Fabryka Słów 2009)
- Podarunek Nailishii – krótkie opowiadanie dołączone do reedycji powieści Śmierć Magów z Yara (Fabryka Słów 2005)
- Podwójna moc drożdży (z grupą autorską Kareta Wrocławski) w: „Fenix” 5 (64) 1997 oraz zbiorze Upalna zima (PaperBack 2012)
- Pożeram sekundy obcego życia
- Prywatny statek z Planety Ziemia (inny tytuł: Łowy rozpoczęte, panowie!) w antologii Wizje alternatywne (Arax 1990) oraz zbiorach Czy to pan zamawiał tortury? (Mark 1991) i Inferno nr 3 (Mark 1993)
- Przerwany popas w zbiorach Królewska roszada (SuperNowa 1995) i Wydrwiząb (Fabryka Słów 2006)
- Przetarg w: „Albedo” 3 (03) 1987, antologii Spotkanie w przestworzach 7 (KAW 1989) oraz zbiorach Czy to pan zamawiał tortury? (Mark 1991) i Inferno nr 3 (Mark 1993)
- Raptowny fartu brak w: „Fenix” 3 (30) 1994 oraz zbiorze Raptowny fartu brak (Fabryka Słów 2009)
- Rezydent w zbiorach Najważniejszy dzień 111 394 roku (Śląsk 1985) oraz Raptowny fartu brak (Fabryka Słów 2009)
- Robot, psi pazur i podwójna wolta w: „Voyager” 1992
- Sen o wolności, sen o śmierci w zbiorach Królewska roszada (SuperNowa 1995) i Wydrwiząb (Fabryka Słów 2006)
- Smoczy duch w: „Portal” oraz zbiorze Szklany szpon (Fabryka Słów 2004)
- Smoczy Wyścig (z grupą autorską Kareta Wrocławski) w: „Fenix” 3 (103) 2001 oraz zbiorze Upalna zima (PaperBack 2012)
- Smutnego Marghalda Okrutny Koniec w: „Fantasy” – wydanie specjalne magazynu „Click!” (marzec 2002), „Widok z Wysokiego Zamku” 1 (26) 2005 oraz w antologii Smoki. Opowiadania, komiks, grafika (Labirynt 2005)
- Stirlitz i japoński GO-LEM w: „Magazyn Fantastyczny” 1 (10) 2007
- Szata Dejaniry w antologii Spotkanie w przestworzach 3 (KAW 1985)
- Szklany szpon w zbiorze Szklany szpon (Fabryka Słów 2004) oraz pod wcześniejszym tytułem Koty w: „Fenix” 7 (86) 1999
- Śmierć Magów z Yara – adaptacja dla Teatru Polskiego Radia, wyemitowana w grudniu 1996; wydana również jako powieść
- Śmierdząca robota w: „Nowa Fantastyka” 5 (128) 1993 oraz zbiorach Królewska roszada (SuperNowa 1995) i O włos od piwa (Fabryka Słów 2006)
- Taka prosta sztuczka
- Tatek przyjechał w: „Nowa Fantastyka” 9 (144) 1994 oraz zbiorze Szklany szpon (Fabryka Słów 2004)
- Teatr marionetek w: „Feniks” 4 (09) 1986 oraz zbiorach Czy to pan zamawiał tortury? (Mark 1991) i Inferno nr 3 (Mark 1993)
- Tragifarsa dla bezrobotnych w: „Albedo” 1 (01) 1987 oraz zbiorach Czy to pan zamawiał tortury? (Mark 1991), Inferno nr 3 (Mark 1993) i Szklany szpon (Fabryka Słów 2004)
- Trupi tan w antologii Bajki dla dorosłych (Fabryka Słów 2009)
- Trzecia korona w: „SFinks” 2 (62) 2020
- Trzy miliardy nieszczęśliwych morderców w zbiorze Krach operacji „Szept Tygrysa” (Alma-Press 1988)
- Upalna zima (z grupą autorską Kareta Wrocławski) w zbiorze Upalna zima (PaperBack 2012)
- Valca demona w antologii Demony (Fabryka Słów 2004) oraz zbiorze Szklany szpon (Fabryka Słów 2004)
- ...więc chyba to był On w antologii Czarna msza (Dom Wydawniczy Rebis 1992) oraz zbiorze Raptowny fartu brak (Fabryka Słów 2009)
- W Iezziorana-H. Czarpar – cykl:
  - Zafajdany los Czarpara w: „Fahrenheit” 08.98
  - Czarpar w: „Fahrenheit” 09.99
  - Czarpar c.d. w: „Fahrenheit” 10.99
  - Czarpar by D.U. Pajasio, A.D. 1248 w: „Fahrenheit” 11.99
  - Czarpar Apokryf w: „Fahrenheit” 12.99
  - Czarpar by Mao Myślny, 1999, 2000, 20001, 200000002, 20000000005 itp. w: „Fahrenheit” 12.99
  - Czarpar w: „Fahrenheit” 13.99
  - Jak Czarpar... A, sami se przeczytajcie! w: „Fahrenheit” 14.99
  - Straszliwe skutki nadejścia syna Droma w: „Fahrenheit” 15.2000
- W krainie zaginionych bajtli w: „Science Fiction” 10 (43) 2004 oraz zbiorze Raptowny fartu brak (Fabryka Słów 2009)
- Wszystkie lady Lasterlady w zbiorze Wydrwiząb (Fabryka Słów 2006)
- Wybraniec kamienia w: „Fenix” 4 (51) 1996
- W naszej klasie w: „Fenix” 7 (43) 1995 oraz zbiorze Szklany szpon (Fabryka Słów 2004)
- Wydrwiząb w zbiorach Królewska roszada (SuperNowa 1995) i Wydrwiząb (Fabryka Słów 2006)
- Wytłuczemy wszystkie mikołaje... w: „Fenix” 1 (17) 1993
- Wytrawny czytelnik w: „Fahrenheit” XXIII (styczeń 2003)
- Z giełdy na Niskich Łąkach w: „Fahrenheit” XXXVIII (maj 2004)
- Z góry, chmury. Może z rury?
- Z powodu picia podłego piwa w: „Nowa Fantastyka” 12 (171) 1996 oraz zbiorach Z powodu picia podłego piwa (S.R. 1997) i O włos od piwa (Fabryka Słów 2006)
- Zmiennokształtny przyjaciel w zbiorze Wydrwiząb (Fabryka Słów 2006)
- Żarliwy miłośnik kobiet w: „Science Fiction” 6 (27) 2003 oraz zbiorze Szklany szpon (Fabryka Słów 2004)
- Życie w rytmie negatywnym w antologii Spotkanie w przestworzach 3 (KAW 1985)
- Żyć prawdziwym życiem w antologii Spotkanie w przestworzach 7 (KAW 1989)

### Cykle książkowe

#### Owen Yeates
- Podwójna śmierć (KAW 1989) – powieść wznawiana jako Ludzie z tamtej strony świata (3.49 2000, Stalker Books 2021) i Tamta strona świata (Fabryka Słów 2008)
- Ludzie z tamtej strony czasu (CIA Books / Svaro Ltd. 1991, Stalker Books 2021) – powieść wznowiona też pt. Tamta strona czasu (Fabryka Słów 2008)
- Flashback (powieść; CIA Books / Svaro Ltd. 1989, Fabryka Słów 2010, Stalker Books 2021)
- Flashback 2. Okradziony świat (powieść; CIA Books / Svaro Ltd. 1991, Fabryka Słów 2011, Stalker Books 2021)
- Furtka do ogrodu wspomnień (powieść; Fabryka Słów 2007, Stalker Books 2021)
- Brat marnotrawny (powieść; Mitra 1994, Stalker Books 2021)
- Władcy nocy, złodzieje snów (powieść; Fabryka Słów 2002, Stalker Books 2021)
- Ostatnia przygoda (powieść; Fabryka Słów 2009, Stalker Books 2021)
- Sierżant Kaszel rulez! (powieść; Wydawnictwo CM 2018, Stalker Books 2021)
- Broń masowego przerażenia (powieść; Stalker Books 2021)

#### Rycerz Hondelyk
- Królewska roszada (zbiór opowiadań; SuperNowa 1995)
- Z powodu picia podłego piwa (zbiór opowiadań; S.R. 1997)
- Tropem Xameleona (powieść; Fabryka Słów 2003)
- O włos od piwa (zbiór opowiadań; Fabryka Słów 2006)
- Wydrwiząb (zbiór opowiadań; Fabryka Słów 2006)

#### Krucjata
- Krucjata. Księga I (powieść; Fabryka Słów 2007)
- Krucjata. Księga II (powieść; Fabryka Słów 2008)

#### Moherfucker
- Hell-P (powieść; Runa 2008, Piaskun 2014)
- Moherfucker (powieść; Runa 2010)
- Russian Impossible (powieść; Runa 2011)
- Lord Of The G'hreengs  Solaris 2023

#### Tomek Winkler
- Dwudziesta trzecia (Rebis 2014, Agora 2021) – z żoną Beatą Dębską
- Dwudziesta trzecia Agora 2021 – z żoną Beatą Dębską
- Zimny trop (Agora 2021) – z żoną Beatą Dębską
- Szwedzki kryminał (Agora 2021) – z żoną Beatą Dębską
- Smierć druga Agora 2022 – z żoną Beatą Dębską

### Inne powieści
- Śmierć Magów z Yara (KAW 1990, Fabryka Słów 2005)
- Upiór z playbacku (CIA Books / Svaro Ltd. 1990)
- Piekło dobrej magii (S.R. 1996)
- Krótki lot motyla bojowego (Rebis 1997, Fabryka Słów 2008)
- Planeta Anioła Stróża (Solaris 2000)
- Aksamitny Anschluss (SuperNowa 2001) – powieść wznowiona pt. Aksamitny Anschluss. Alternatywa (Solaris 2013)
- Niegrzeszny Mag (Fabryka Słów 2007)
- Testament Baphometa (Wydawnictwo Dolnośląskie 2011) – z Rafałem Dębskim jako Greg Gindick
- Oprawca Boży (Fabryka Słów 2019)
- Kogel-Nobel (Warstwy 2021)

### Inne zbiory opowiadań
- Najważniejszy dzień 111 394 roku (Śląsk 1985)
- Czy to pan zamawiał tortury? (Mark 1991; wydany ponownie w roku 1993 pt. Inferno nr 3)
- Krach operacji „Szept Tygrysa” (w serii Fantom wydawnictwa Alma-Press 1988)
- Szklany szpon (Fabryka Słów 2004)
- Raptowny fartu brak (Fabryka Słów 2009)
- Upalna zima (PaperBack 2012) – z grupą Kareta Wrocławski
- Czy to pan zamawiał tortury? (Solaris 2016; ten sam tytuł, inna zawartość – w tym powieść Krótki lot motyla bojowego)

### Audiobooki

#### Rycerz Hondelyk
- Królewska roszada (czyta Roch Siemianowski; StoryBox 2014)
- Z powodu picia podłego piwa (czyta Roch Siemianowski; StoryBox 2014)
- Tropem Xameleona (czyta Roch Siemianowski; StoryBox 2014)
- O włos od piwa (czyta Roch Siemianowski; StoryBox 2014)

#### Moherfucker
- Hell-P (czyta Roch Siemianowski; StoryBox 2015)
- Moherfucker (czyta Roch Siemianowski; StoryBox 2015)
- Russian Impossible (czyta Roch Siemianowski; StoryBox 2015)

#### Owen Yeates
- Ludzie z tamtej strony świata (czyta Piotr Bąk; StoryBox 2017)
- Ludzie z tamtej strony czasu (czyta Piotr Bąk; StoryBox 2017)
- Flashback (czyta Piotr Bąk; StoryBox 2017)
- Flashback 2. Okradziony świat (czyta Piotr Bąk; StoryBox 2017)
- Furtka do ogrodu wspomnień (czyta Piotr Bąk; StoryBox 2018)
- Brat marnotrawny (czyta Piotr Bąk; StoryBox 2018)
- Władcy nocy, złodzieje snów (czyta Piotr Bąk; StoryBox 2018)
- Ostatnia przygoda (czyta Piotr Bąk; StoryBox 2018)

#### Inne
- Dwudziesta trzecia (czyta Roch Siemianowski; StoryBox 2019)
- Zimny trop (czyta Wojciech Żołądkowicz; Agora 2021)

## Tłumaczenia

### Teksty w czasopismach
- Ałan Kubatijew, Sprzedawca książek w: „Fantastyka” 7 (82) 1989
- Michaił Brataszow, Kałuża w: „Nowa Fantastyka” 10 (121) 1992
- Wiaczesław Rybakow, Zima w: „Fenix” 7 (34) 1994
- Wiaczesław Rybakow, Nosiciel kultury w: „Nowa Fantastyka” 11 (146) 1994
- Wiaczesław Rybakow, Wizyta w: „Fenix” 1 (48) 1996
- Światosław Łoginow, Wiek żelaza w: „Fenix” 10 (57) 1996
- Kir Bułyczow, Łupina czasu w: „Fenix” 10 (69) 1997
- Kir Bułyczow, Pocieszyciel w: „Fenix” 2 (71) 1998
- Wiaczesław Rybakow, Nie zdążę w: „Fenix” 5 (74) 1998
- Leonid Kudriawcew, Myśliwy w: „Fenix” 8 (77) 1998
- Anton Pierwuszyn, Czego unikasz? w: „Fenix” 10 (79) 1998
- Leonid Kudriawcew, Dzień bez śmierci w: „Fenix” 4 (83) 1999
- Kir Bułyczow, Przybysze w: „Fenix” 5 (84) 1999
- Siergiej Rublow, Próba w: „Fenix” 7 (86) 1999
- Jelena Pierwuszyna, Pozwól mi odejść w: „Fenix” 8 (87) 1999
- Aleksander Prozorow, Weekend Anioła w: „Fenix” 8 (87) 1999
- Anton Pierwuszyn, Równe prawa w: „Fenix” 8 (87) 1999
- Jelena Pierwuszyna, O spełnieniu czasu w: „Nowa Fantastyka” 8 (203) 1999
- Nik Pierumow, Pierścień mroku (fragment) w: „SFinks” 1 (21) 2000
- Kir Bułyczow, Kocioł w: „Nowa Fantastyka” 4 (211) 2000
- Anton Pierwuszyn, Dobra nowina w: „Nowa Fantastyka” 4 (211) 2000
- Kir Bułyczow, Szpiegowski bumerang w: „Fenix” 12 (100) 2000
- Władimir Wasiljew, Obowiązek, honor i taimas w: „Science Fiction” 1 (01) 2001
- Kir Bułyczow, Trzynaście lat podróży w: „Science Fiction” 2 (02) 2001
- Jelena Pierwuszyna, Pierwszy cud świata w: „Nowa Fantastyka” 2 (221) 2001
- Michaił Uspienskij, Smocze mleko w: „Science Fiction” 3 (03) 2001
- Władimir Wasiljew, Wiedźmin z Wielkiego Kijowa w: „Science Fiction” 4 (04) 2001
- Kir Bułyczow, Zagraniczny agent kosmiczny w: „Fenix” 6 (106) 2001
- Światosław Łoginow, Smoki Północnych Gór w: „Science Fiction” 6 (06) 2001
- Kir Bułyczow, Jabłoń w: „Science Fiction” 7 (07) 2001
- Wasilij Gołowaczow, Skazani na światło w: „Science Fiction” 8 (08) 2001
- Gintas Iwanickas, I precz przepędź wszystkie moje sny w: „Science Fiction” 9 (09) 2001
- Aleksander Pozorow, Sukces operacji „Geniusz” w: „Science Fiction” 10 (10) 2001
- Andriej Łazarczuk, Mumia w: „Nowa Fantastyka” 11 (230) 2001
- Kir Bułyczow, Co dwa buty, to nie jeden w: „Science Fiction” 1 (11) 2002
- Dalia Truskinowskaja, W torebce nie ma życia z cyklu O Domowych w: „Science Fiction” 2 (12) 2002
- Dmitrij Skiriuk, Standard w: „Science Fiction” 3 (13) 2002
- Nik Pierumow, Pierścień mroku (fragment) w: „SFinks” 3 (24) 2002
- Marina i Siergiej Diaczenko, Wirlena w: „Science Fiction” 4 (14) 2002
- Światosław Łoginow, Skryba w: „Science Fiction” 5 (15) 2002
- Andriej Łazarczuk, Michaił Uspienskij, Żółta łódź podwodna w: „Science Fiction” 6 (16) 2002
- Jelena Pierwuszyna, Uśmiech fortuny w: „Science Fiction” 7 (17) 2002
- Aleksander Mazin, BUG w: „Science Fiction” 8 (18) 2002
- Siergiej Łukianienko, Negocjatorzy w: „Science Fiction” 9 (19) 2002
- Leonid Kudriawcew, Czarna ściana z cyklu Świat-łańcuch w: „SFinks” 9-10 (30-31) 2002
- Julij Burkin, Motyl i bazyliszek w: „SFinks” 9-10 (30-31) 2002
- Borys Sztern, Dom w: „Science Fiction” 10 (20) 2002
- Jewgienij Drozd, Trzynasta praca Herkulesa w: „Science Fiction” 3 (24) 2003
- Wiktor Pielewin, Omon Ra w: „SFinks” 3 (34) 2003
- Oleg Diwow, Epoka wielkich pokus w: „Nowa Fantastyka” 1 (256) 2004
- Oleg Diwow, Sabotażysta w: „Fantastyka – wydanie specjalne” 2 (3) 2004
- Kir Bułyczow, Kosmografia zazdrości w: „Nowa Fantastyka” 9 (264) 2004
- Leonid Kaganow, Homik w: „Nowa Fantastyka” 4 (271) 2005
- Światosław Łoginow, Amulet na Puste Wzgórza w: „Nowa Fantastyka” 11 (302) 2007
- Jelena Chajeckaja, Latająca Tekla w: „Fantastyka – wydanie specjalne” 2 (19) 2008
- Aleksandr Szczogolew, Masza wać! Opowiadanie o sile czystej w: „Nowa Fantastyka” 4 (307) 2008
- Oleg Owczinnikow, To się stało... w: „Nowa Fantastyka” 4 (307) 2008
- Władimir Wasiljew, No past w: „Fantastyka – wydanie specjalne” 1 (22) 2009
- Andriej Stolarow, Marzenie Pandory w: „Fantastyka – wydanie specjalne” 2 (23) 2009
- Jelena Chajeckaja, W proch z cyklu Błękitne ważki Babilonu w: „Fantastyka – wydanie specjalne” 3 (32) 2011

### Książki
- Leonid Kudriawcew, Polowanie na Quacka (Solaris 2000)
- Leonid Kudriawcew, Prawo metamorfa (Solaris 2000)
- Harry Harrison, Ant Skalandis, Planeta śmierci 4 (Amber 2000)
- Kiriłł Jeśkow, Ostatni władca Pierścienia (3.49 2000, Solaris 2002); inny tytuł: Ostatni powiernik Pierścienia (Red Horse 2007)
- Antologia Światy braci Strugackich. Czas uczniów (Rebis 2001)
- Kir Bułyczow, Pupilek (Prószyński i S-ka 2001)
- Kir Bułyczow, Pieriestrojka w Wielkim Guslarze (Solaris 2002)
- Kir Bułyczow, Wyspa dzieci (Solaris 2002)
- Kir Bułyczow, Przepaść bez dna (Solaris 2002)
- Nik Pierumow, Pierścień Mroku. Ostrze elfów (Prószyński i S-ka 2002)
- Nik Pierumow, Pierścień Mroku. Czarna włócznia (Prószyński i S-ka 2002)
- Nik Pierumow, Pierścień Mroku. Adamant Henny (Prószyński i S-ka 2002)
- Władimir Wasiljew, Wiedźmin z Wielkiego Kijowa (ISA 2002)
- Zbiór mikropowieści Wilcza krew. Antologia rosyjskiej fantastyki (Solaris 2003) – tłum. z Pawłem Laudańskim
- Zbiór opowiadań Zombi Lenina. Antologia rosyjskiej fantastyki (Solaris 2003) – tłum. z Pawłem Laudańskim i Aleksandrem Pędzińskim
- Andriej Łazarczuk, Wszyscy zdolni do noszenia broni (Solaris 2003)
- Kiriłł Jeśkow, Ewangelia według Afraniusza (Solaris 2003) – tłum. z Jerzym Rossienikiem
- Marina i Siergiej Diaczenko, Czas wiedźm (Solaris 2003)
- Kir Bułyczow, Zamach na Tezeusza (Solaris 2004) – tłum. z Jerzym Rossienikiem
- Władimir Wasiljew, Oblicze Czarnej Palmiry (Fabryka Słów 2005)
- Antologia Mroczny Bies. Almanach rosyjskiej fantastyki, tom 1 (Fabryka Słów 2006)
- Henry Lion Oldi, Otchłań głodnych oczu, tom 1 (Wydawnictwo Dolnośląskie 2006)
- Wiera Kamsza, Odblaski Eterny, tom 1: Czerwień na czerwieni (Wydawnictwo Dolnośląskie 2006)
- Wiera Kamsza, Odblaski Eterny, tom 2: Od wojny do wojny (Wydawnictwo Dolnośląskie 2007)
- Henry Lion Oldi, Otchłań głodnych oczu, tom 2 (Wydawnictwo Dolnośląskie 2007)
- Antologia Czarna msza. Almanach rosyjskiej fantastyki, tom 2 (Fabryka Słów 2007) – tłum. z Jerzym Rossienikiem
- Oleg Diwow, Najlepsza załoga Słonecznego, tom 1 (Fabryka Słów 2007)
- Oleg Diwow, Najlepsza załoga Słonecznego, tom 2 (Fabryka Słów 2007)
- Wiktoria Ugriumowa, Oleg Ugriumow, Nekromeron (Fabryka Słów 2008)
- Wadim Panow, Wojny prowokują nieudacznicy (Fabryka Słów 2008)
- Oleg Diwow, Nocny obserwator (Fabryka Słów 2009)
- Kir Bułyczow, Wielki Guslar wita! (Solaris 2009) – tłum. z Tadeuszem Goskiem, Andrzejem W. Sawickim i Anitą Tyszkowską-Gosk
- Kir Bułyczow, Wielki Guslar wita Obcych (Solaris 2009) – tłum. z Tadeuszem Goskiem, Andrzejem W. Sawickim i Anitą Tyszkowską-Gosk
- Siergiej Siniakin, Mnich na skraju ziemi w antologii Rakietowe szlaki, tom 4 (Solaris 2012)